# Mosarakunte, Sira
Mosarakunte là một làng thuộc tehsil Sira, huyện Tumkur, bang Karnataka, Ấn Độ.